# Grønbech og Churchill
Grønbech og Churchill var en dansk restaurant, der var beliggende ved Esplanaden i København. Restauranten blev åbnet i marts 2011 af kokken Rasmus Grønbech, som også var stedets køkkenchef. Restauranten lukkede 31. oktober 2016.
Restauranten modtog sin første Michelinstjerne i 2012 og opnåede hæderen igen i 2013, 2014, 2015 og 2016.